# Wojna o znaki stop

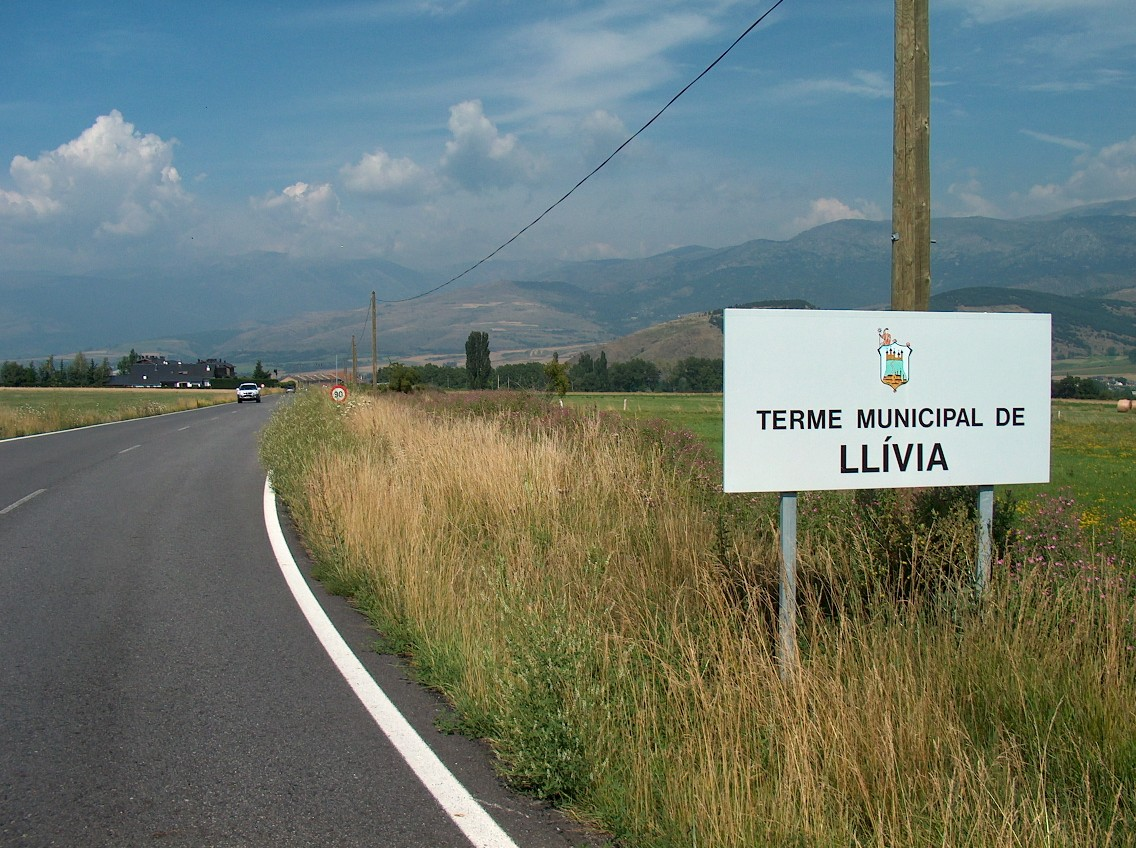
Llívia

Wojna o znaki stop (hiszp. Guerra de los stops) – spór dotyczący drogi (N-154 według oznaczeń hiszpańskich i D-68 według oznaczeń francuskich) łączącej miasto i eksklawę hiszpańską Llívia z miastem hiszpańskim Puigcerdà graniczącym z Francją. Trwał od początku lat sześćdziesiątych do lat osiemdziesiątych XX wieku.
Llívia jest miastem hiszpańskim, które jest otoczone terytorium francuskim od roku 1660, gdy zawarto pokój pirenejski. W roku 1866 ustalono, że drogą łączącą Llívię z Puigcerdę będzie możliwy swobodny ruch dla ułatwienia przejścia na pastwiska, które miejscowość posiadała (i posiada) na terytorium francuskim.

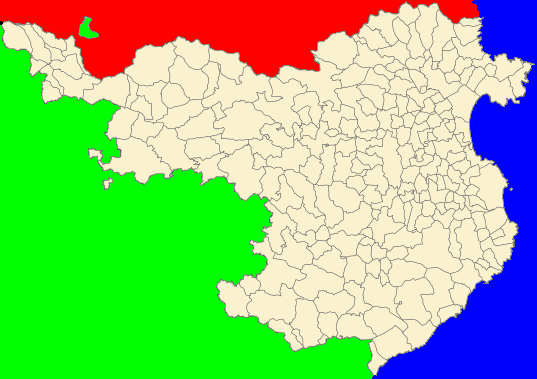
Kolorem zielonym oznaczono miasto Llívia, Francja jest oznaczona na czerwono, kolorem białym oznaczono prowincję Girony, pozostałe terytorium hiszpańskie na zielono

Na początku lat sześćdziesiątych XX wieku rząd francuski wybudował dwie drogi przecinające drogę łączącą Llívię i Puigcerdę. Przed skrzyżowaniami ustawiono wówczas znaki stopu wymuszające zatrzymanie się podróżujących N-154.
Od tego czasu, odczytując dosłownie zapisy o ruchu swobodnym, znaki stopu w ciągu kilku dni po ich postawieniu były usuwane. Na początku lat osiemdziesiątych XX wieku rząd hiszpański sfinansował budowę wiaduktu (którego utrzymanie jest w gestii rządu francuskiego). Na drugim skrzyżowaniu zmieniono organizację ruchu, przyznając pierwszeństwo pojazdom poruszającym się drogą N-154 / D-68. W roku 2001 wybudowano rondo, kończąc wojnę o znaki stop.
Do wejścia w życie układu z Schengen w 1995 roku drogą N-154 nie wolno było poruszać się pojazdom niemającym hiszpańskiej rejestracji.